# Alberto Gandossi
Alberto Gandossi (Bergamo, 31 gennaio 1933) è un pilota motociclistico italiano ritiratosi dall'attività agonistica.

## Carriera
Per quanto riguarda le competizioni del motomondiale ha corso la stagione 1958 della classe 125 alla guida di una Ducati, vincendo 2 gran premi, totalizzando 28 punti (25 dopo gli scarti del peggior risultato; il regolamento piuttosto complesso prevedeva che fossero validi in quell'anno solo i migliori 4 risultati, Gandossi si trovò a doverne scartare uno) e giungendo secondo nella classifica generale alle spalle di Carlo Ubbiali.
Due anni dopo ha gareggiato nuovamente nella stessa classe in sella ad una MZ e conquistando un 3º posto al Gran Premio motociclistico d'Olanda.
Ma già prima di competere nel motomondiale Gandossi aveva fatto esperienza come pilota Ducati in altre gare famose del tempo, come la Milano-Taranto in cui era stato vincitore di classe nel 1956 o il Motogiro d'Italia, anch'esso vinto per la classe d'appartenenza lo stesso anno.

## Risultati nel motomondiale

### Classe 125
| 1956 | Classe | Moto   |  |  |  |  |  |   |  |  |  | Punti | Pos. |
| ---- | ------ | ------ |  |  |  |  |  | - |  |  |  | ----- | ---- |
| 1956 | 125    | Ducati |  |  |  |  |  | 7 |  |  |  | 0     |      |

| 1957 | Classe | Moto   |  |  |  |  |  |     |  |  |  | Punti | Pos. |
| ---- | ------ | ------ |  |  |  |  |  | --- |  |  |  | ----- | ---- |
| 1957 | 125    | Ducati |  |  |  |  |  | Rit |  |  |  | 0     |      |

| 1958 | Classe | Moto   |  |   |   |     |   |   |   |  |  | Punti | Pos. |
| ---- | ------ | ------ |  | - | - | --- | - | - | - |  |  | ----- | ---- |
| 1958 | 125    | Ducati |  | 4 | 1 | Rit | 1 | 4 | 2 |  |  | 25    | 2º   |

| 1960 | Classe | Moto |    |  |   |    |    |     |     |  |  | Punti | Pos. |
| ---- | ------ | ---- | -- |  | - | -- | -- | --- | --- |  |  | ----- | ---- |
| 1960 | 125    | MZ   | NE |  | 3 | 11 | NE | Rit | Rit |  |  | 4     | 8º   |

| Legenda | 1º posto        | 2º posto            | 3º posto            | A punti      | Senza punti        | Grassetto – Pole position Corsivo – Giro più veloce |
| Legenda | Gara non valida | Non qual./Non part. | Ritirato/Non class. | Squalificato | '-' Dato non disp. | Grassetto – Pole position Corsivo – Giro più veloce |

### Classe 250
| 1960 | Classe | Moto |    |  |   |   |   |   |    |  |  | Punti | Pos. |
| ---- | ------ | ---- | -- |  | - | - | - | - | -- |  |  | ----- | ---- |
| 1960 | 250    | MZ   | NE |  | - | - | - | - | 11 |  |  | 0     |      |

| Legenda | 1º posto        | 2º posto            | 3º posto            | A punti      | Senza punti        | Grassetto – Pole position Corsivo – Giro più veloce |
| Legenda | Gara non valida | Non qual./Non part. | Ritirato/Non class. | Squalificato | '-' Dato non disp. | Grassetto – Pole position Corsivo – Giro più veloce |